# Episteme westwoodi
Episteme westwoodi là một loài bướm đêm trong họ Noctuidae.